# Кромптон, Бен
Бенджамин "Бен" Лортон Кромптон (англ. Benjamin "Ben" Lorton Crompton; род. 28 ноября 1974 в Стокпорте, Чешире) — английский актёр, известный по скетч-шоу канала BBC Three «Мужчина и женщина» и по роли Эддисона Толлетта в сериале канала HBO «Игра престолов». Вдобавок он появился в роли Колина ситкоме BBC Three «Идеал» с Джонни Вегасом в главной роли. Он также появился в фильме 2002 года «Всё или ничего», телесериале «Конец рабочего дня» и телефильме «Домохозяйка 49». Он также принял участие в фильме «102 далматинца» в роли Юэна. Затем он сыграл Кита в сериале BBC Three «Молодая мамаша» с 2012 года до конца его третьего сезона в 2014 году. В 2011 году он появился в роли Уильяма Натта в телефильме «Подозрения мистера Уичера» для ITV. В 2013 году он появился в фильме «Кровь».
9 августа 2011 года, Джордж Р. Р. Мартин подтвердил в своём блоге, что Кромптон попал в актёрский состав в повторяющейся роли Эддисона Толлетта (т. и. Скорбный Эдд), брата Ночного Дозора во втором сезоне телесериала «Игра престолов». По состоянию на 2017 год, Кромптон сыграл Эддисона Толлетта во втором, третьем, четвёртом, пятом, шестом, седьмом и восьмом сезонах «Игры престолов».
В 2014 году он появился в роли офицера корабля во втором эпизоде восьмого сезона возобновившегося телесериала «Доктор Кто» («Внутрь далека»), а также снялся в эпизодах костюмного телесериала режиссера Джона Джонса «Великий Лондонский пожар» (The Great Fire).